# 竹内彬
竹内 彬（たけうち あきら、1983年6月18日 - ）は、神奈川県横浜市出身の元サッカー選手。現役時代のポジションはディフェンダー。

## 来歴
向上高等学校から国士舘大学へ進学。大学時代には大学選抜にも選出された。2006年、同期の片山奨典とともに名古屋グランパスエイトへ入団。1月15日、ユースから昇格した青山隼を含む新人選手5人で入団会見を行った。
2006年、ナビスコカップの大宮アルディージャ戦でデビューする。この年の出場は、この1試合だけであった。その後、憧れの選手であり師と仰ぐ秋田豊の指導を受ける。翌2007年のリーグ戦第2節ヴァンフォーレ甲府戦に、前半36分から負傷退場した米山篤志の交代 でリーグ戦初出場。米山の怪我は大事に至らなかったが、開幕戦で負傷したスピラールは全治6か月 の長期離脱となったため、結果的に竹内のセンターバックでの出場機会が増えた。
2008年にドラガン・ストイコビッチが監督に就任すると、システムを3バックから4バックに変える過程で、専門職のいなかった右サイドバックにコンバートされる。開幕戦でヨンセンの同点ゴールをアシストすると、そのままレギュラーとしてリーグ戦31試合に出場した。2009年には背番号2を継承した。田中隼磨の加入によりポジション争いに意欲を見せていた が、ACLの過密日程に加えバヤリツァの長期離脱もあり、本職のセンターバックでの出場も増えた。また、阿部翔平に続くレギュラー格の選手不在の左サイドバックでの起用も検討 されていたが、阿部がほぼ全ての試合に出場したことに加え、シーズン中に三都主アレサンドロが加入したこともあり実現には至っていない。
2010年は千代反田充の加入もあって出場機会が激減、翌2011年にジェフユナイテッド千葉へ期限付き移籍。同年5月15日に行われた岡山戦の後半ロスタイムに、左CKからの高いボールを頭で決めて逆転に成功し、プロ初ゴールとなる決勝点を拳げた。2011年はセンターバックのレギュラーとして36試合出場し、7ゴールを挙げた。
2012年より千葉へ完全移籍。この年は、全試合スタメンフル出場を果たした。
2015年より名古屋へ完全移籍で5年ぶりに復帰。2016年限りで契約満了により名古屋を退団。
2017年より、大分トリニータに完全移籍。同年は鈴木義宜、福森直也と共に3バックの一角としてスタメン出場を続け、終盤2試合と累積警告による出場停止試合1試合を除く全39試合にスタメン出場。翌2018年には前年限りで退団した山岸智の後任としてキャプテンに就任。開幕戦と第3節以外はスタメンを外れる等、リーグ戦では4試合の出場に留まっていたが、試合に絡めない中でもミスして元気の無い選手を叱咤激励するなど、キャプテンとしてチームの為に貢献する姿勢を示していた。
8月16日、カマタマーレ讃岐に期限付き移籍。讃岐への登録完了後最初の試合となった第29節・横浜FC戦に途中出場すると、翌節からは契約により出場不可であった移籍元の大分戦を除く全試合に先発出場を果たしたが、チームはリーグ戦最下位となりJ3リーグ降格となった。
2019年、讃岐に完全移籍。同シーズンよりキャプテンに就任した。
2021年11月15日、同年シーズン限りでの現役引退を発表。2022年シーズンよりカマタマーレ讃岐のトップチーム強化担当と地域連携リーダーのポストに就くことも併せて発表された。

## エピソード
- 守備的な役割で幅広いプレイが可能であり、竹内本人はセンターとサイドのどちらでも能力を発揮できるユーティリティープレーヤーになりたい[6]、竹内が4人いるのが理想のディフェンスラインであると思われたい[21] と語っている。
- サイドバックとしてはクロスの精度に竹内本人が納得しておらず、ヨンセンの退団に際しては「僕のクロスの精度が低かったから、フローデがゴール量産できなかった」とコメントしている[22]。

## 所属クラブ
- 1990年 - 1995年 城郷SC
- 1996年 - 1998年 横浜新井JFC（横浜市立鴨居中学校）
- 1999年 - 2001年 向上高等学校
- 2002年 - 2005年 国士舘大学
- 2006年 - 2011年  名古屋グランパスエイト/名古屋グランパス
  - 2011年  ジェフユナイテッド千葉 (期限付き移籍)
- 2012年 - 2014年  ジェフユナイテッド千葉
- 2015年 - 2016年  名古屋グランパス
- 2017年 - 2018年  大分トリニータ
  - 2018年8月 - 同年12月  カマタマーレ讃岐（期限付き移籍）
- 2019年 - 2021年  カマタマーレ讃岐

## 個人成績
| 国内大会個人成績 | 国内大会個人成績 | 国内大会個人成績 | 国内大会個人成績 | 国内大会個人成績 | 国内大会個人成績 | 国内大会個人成績 | 国内大会個人成績 | 国内大会個人成績 | 国内大会個人成績 | 国内大会個人成績 | 国内大会個人成績 |
| 年度             | クラブ           | 背番号           | リーグ           | リーグ戦         | リーグ戦         | リーグ杯         | リーグ杯         | オープン杯       | オープン杯       | 期間通算         | 期間通算         |
| 年度             | クラブ           | 背番号           | リーグ           | 出場             | 得点             | 出場             | 得点             | 出場             | 得点             | 出場             | 得点             |
| 日本             | 日本             | 日本             | 日本             | リーグ戦         | リーグ戦         | リーグ杯         | リーグ杯         | 天皇杯           | 天皇杯           | 期間通算         | 期間通算         |
| ---------------- | ---------------- | ---------------- | ---------------- | ---------------- | ---------------- | ---------------- | ---------------- | ---------------- | ---------------- | ---------------- | ---------------- |
| 2002             | 国士大           | 34               | JFL              | 4                | 0                | -                | -                | 0                | 0                | 4                | 0                |
| 2003             | 国士大           | 4                | JFL              | 4                | 0                | -                | -                | -                | -                | 4                | 0                |
| 2004             | 国士大           | 4                | JFL              | 5                | 0                | -                | -                | -                | -                | 5                | 0                |
| 2006             | 名古屋           | 30               | J1               | 0                | 0                | 1                | 0                | 0                | 0                | 1                | 0                |
| 2007             | 名古屋           | 30               | J1               | 13               | 0                | 4                | 0                | 0                | 0                | 17               | 0                |
| 2008             | 名古屋           | 30               | J1               | 31               | 0                | 8                | 0                | 3                | 0                | 42               | 0                |
| 2009             | 名古屋           | 2                | J1               | 13               | 0                | 1                | 0                | 1                | 0                | 15               | 0                |
| 2010             | 名古屋           | 2                | J1               | 6                | 0                | 2                | 0                | 3                | 0                | 11               | 0                |
| 2011             | 千葉             | 3                | J2               | 36               | 7                | -                | -                | 2                | 0                | 38               | 7                |
| 2012             | 千葉             | 3                | J2               | 42               | 2                | -                | -                | 0                | 0                | 42               | 2                |
| 2013             | 千葉             | 3                | J2               | 36               | 2                | -                | -                | 2                | 0                | 38               | 2                |
| 2014             | 千葉             | 3                | J2               | 8                | 0                | -                | -                | 3                | 1                | 11               | 1                |
| 2015             | 名古屋           | 2                | J1               | 33               | 0                | 7                | 1                | 1                | 0                | 41               | 1                |
| 2016             | 名古屋           | 2                | J1               | 30               | 2                | 5                | 1                | 1                | 0                | 36               | 3                |
| 2017             | 大分             | 4                | J2               | 39               | 1                | -                | -                | 0                | 0                | 39               | 1                |
| 2018             | 大分             | 4                | J2               | 4                | 0                | -                | -                | 1                | 0                | 5                | 0                |
| 2018             | 讃岐             | 30               | J2               | 14               | 0                | -                | -                | -                | -                | 14               | 0                |
| 2019             | 讃岐             | 30               | J3               | 28               | 2                | -                | -                | 0                | 0                | 28               | 2                |
| 2020             | 讃岐             | 30               | J3               | 34               | 1                | -                | -                | -                | -                | 34               | 1                |
| 2021             | 讃岐             | 30               | J3               | 18               | 1                | -                | -                | 1                | 0                | 19               | 1                |
| 通算             | 日本             | 日本             | J1               | 126              | 2                | 28               | 2                | 9                | 0                | 163              | 4                |
| 通算             | 日本             | 日本             | J2               | 179              | 12               | -                | -                | 8                | 1                | 187              | 13               |
| 通算             | 日本             | 日本             | J3               | 80               | 4                | -                | -                | 1                | 0                | 81               | 4                |
| 通算             | 日本             | 日本             | JFL              | 13               | 0                | -                | -                | 0                | 0                | 13               | 0                |
| 総通算           | 総通算           | 総通算           | 総通算           | 398              | 18               | 28               | 2                | 18               | 1                | 444              | 20               |

その他公式戦
- 2012年
  - J1昇格プレーオフ 2試合0得点

| 国際大会個人成績 | 国際大会個人成績 | 国際大会個人成績 | 国際大会個人成績 | 国際大会個人成績 |
| 年度             | クラブ           | 背番号           | 出場             | 得点             |
| AFC              | AFC              | AFC              | ACL              | ACL              |
| ---------------- | ---------------- | ---------------- | ---------------- | ---------------- |
| 2009             | 名古屋           | 2                | 6                | 0                |
| 通算             | AFC              | AFC              | 6                | 0                |

- 公式戦初出場 - 2006年5月10日 ナビスコカップ 第5節 大宮アルディージャ戦（瑞穂）
- J1初出場 - 2007年3月10日 第2節 ヴァンフォーレ甲府戦（小瀬）
  - 初得点 - 2016年4月2日 第5節 FC東京戦（味スタ）
- J2初出場 - 2011年3月6日 第1節 ギラヴァンツ北九州戦（本城）
  - 初得点 - 2011年5月15日 第12節 ファジアーノ岡山戦（フクアリ）

## 指導歴
- 2022年 - カマタマーレ讃岐
  - 2022年 強化担当兼地域連携リーダー
  - 2023年 - 強化部長兼地域連携リーダー

## タイトル

### クラブ
名古屋グランパス
- Jリーグ ディビジョン1：1回（2010年）